# Lake Odessa
Lake Odessa – wieś w Stanach Zjednoczonych, w stanie Michigan, w hrabstwie Ionia.